# Chen Yujiao
Chen Yujiao 陈与郊 (* 1544; † 1611) aus Haining, Zhejiang, war ein chuanqi- und zaju-Theaterdichter der späten Zeit der Ming-Dynastie, der auch viele weitere Dichtungen, Artikel und Theaterkritiken verfasste. Sein Stück Zhaojun chusai 昭君出塞 (Zhaojun reist über die Grenze) über das Schicksal von Wang Zhaojun gilt als sein bestes Werk.
Er gilt als Herausgeber der Sammlung  Gu mingjia zaju  古名家杂剧 mit yuan- und ming-zeitlichen Stücken.
Seine Dramen fanden Aufnahme in den Sammlungen (congshu) Sheng Ming zaju 盛明杂剧 und Guben xiqu congkan erji 古本戏曲丛刊二集.

## Werke und Ausgaben
HYDZD-Bibliographie, Nummern 1867–1872
- Zhaojun chusai 昭君出塞 (Sheng Ming zaju 盛明杂剧)
- Wenji rusai 文姬入塞 (Sheng Ming zaju 盛明杂剧)
- Zhangshi yiquan 章氏义犬 (Sheng Ming zaju 盛明杂剧)
- Yingwuzhou 鹦鹉洲 (Guben xiqu congkan erji 古本戏曲丛刊二集)
- Yingtaomeng 樱桃梦 (Guben xiqu congkan erji 古本戏曲丛刊二集)
- Lingbao dao 灵宝刀 (Guben xiqu congkan erji 古本戏曲丛刊二集)